# Rednitz
Il Rednitz è un fiume della Germania, che scorre nella regione della Franconia.

## Percorso
Il Rednitz nasce dalla confluenza dei fiumi Rezat Francone e Rezat Svevo presso Georgensgmünd nel circondario di Roth.
Successivamente il fiume attraversa Roth, Schwabach e un quartiere a sud-est di Norimberga; Presso Fürth, il corso d'acqua si unisce con il Pegnitz a per formare il fiume Regnitz, affluente del Meno.